# Piercia detracta
Piercia detracta är en fjärilsart som beskrevs av Claude Herbulot 1988. Piercia detracta ingår i släktet Piercia och familjen mätare. Inga underarter finns listade i Catalogue of Life.